# Мері Ком
Чунгнейджанг Мері Ком Хмангте  (англ. Chungneijang Mery Kom Hmangte, нар. 1 березня 1983, Маніпур) — індійська боксерка, бронзова олімпійська медалістка 2012, шестиразова чемпіонка світу, шестиразова чемпіонка Азії, чемпіонка Азійських ігор 2014, чемпіонка Ігор Співдружності 2018. Нагороджена найвищою спортивною нагородою Індії Раджив Ганді Хел Ратна (2009), четвертою за значенням цивільною нагородою Індії Падма Шрі (2006), третьою за значенням Падма Бхушан (2013) і другою за значенням Падма Вібхушан (2020).

## Ранні роки
Ком народилася в селі Кагатей невеликого штату Маніпур на сході Індії. Її батьки були фермерами-орендарями.
Під час навчання в школі захоплювалася легкою атлетикою, особливо метанням списа і бігом на 400 м. Але після перемоги на Азійських іграх 1998 року індійського боксера Дінко Сінґха, який теж був родом з Маніпура, Ком теж вирішила спробувати себе в боксі.

## Боксерська кар'єра
Ком розпочала свої тренування під керівництвом першого тренера К. Косана Мейтей у Імпхалі, а потім під керівництвом тренера штату Маніпур з боксу М. Наржита Сінґха.
2001 року Мері Ком взяла участь в першому чемпіонаті світу з боксу серед жінок, де посіла друге місце в категорії до 48 кг.
На другому чемпіонаті світу 2002 року Ком перемогла в категорії до 45 кг. Після цього Мері перемагала ще чотири рази поспіль на наступних чемпіонатах світу (2005, 2006, 2008, 2010).
В цей же період Ком вигравала чемпіонати Азії та інші боксерські турніри серед жінок в категоріях до 46 і до 48 кг. У 2010 році Мері посіла третє місце на Азійських іграх в категорії до 51 кг.
2009 року керівництво Міжнародного олімпійського комітету ухвалило рішення включити жіночий бокс в трьох вагових категоріях до програми олімпійських змагань. На чемпіонаті світу 2012 року Ком боролася в категорії до 51 кг не тільки за перемогу, але і за олімпійську ліцензію. Вона програла в чвертьфіналі британці Нікола Адамс.

### Олімпійські ігри 2012
5 серпня 2012 року в третьому поєдинку з боксу серед жінок на Олімпіаді Мері Ком перемогла Кароліну Михальчук з Польщі — 19-14. У чвертьфіналі перемогла Маруа Рахалі з Тунісу — 16-5, але в півфіналі програла Нікола Адамс — 6-11 і задовольнилася бронзовою нагородою.
Уряд штату Маніпур ухвалив рішення за вдалий виступ на Олімпійських іграх 2012 виділити Мері Ком 50 лакх рупій (приблизно $70000) і 2 акра землі. Грошову винагороду Ком отримала також від урядів ряду штатів північно-східної Індії і деяких установ.
2013 року Мері Ком стала першою спортсменкою-аматором, нагородженою орденом Падма Бхушан.
2014 року Ком завоювала свою першу золоту медаль на Азійських іграх.
Ком не змогла пройти відбір на Олімпіаду 2016.
2018 року Ком завоювала свою першу золоту медаль на Іграх Співдружності, а на чемпіонат світу з боксу 2018 стала шестиразовою чемпіонкою.
Готуючись до відбору на Олімпійські ігри 2020 Мері Ком на чемпіонаті світу 2019 виступала в категорії до 51 кг і, здобувши дві перемоги, в півфіналі програла чемпіонці Європи і Європейських ігор 2019 Бусеназ Чакироглу з Туреччини.
2020 року вона була нагороджена Падма Вібхушан, другою за престижем цивільною нагородою Індії.
У березні 2020 року на ліцензійному олімпійському турнірі в Аммані Мері програла у півфіналі майбутній переможниці з Китаю Чан Юань і кваліфікувалася на Олімпіаду 2020.

### Олімпійські ігри 2020
На Олімпіаді 2020 в першому раунді змагань перемогла Мігеліну Ернандес (Домініканська Республіка) — 4-1, але у 1/8 фіналу програла Інгріт Валенсія (Колумбія) — 2-3.

### Виступи на Олімпіадах
| Олімпіада   | Дисципліна | Місце  |
| ----------- | ---------- | ------ |
| Лондон 2012 | 51         | Бронза |
| Токіо 2020  | 51         | =9     |

## Мері Ком на екрані
Мері Ком стала зразком для наслідування для індійських жінок і дівчат, і в 2014 році в Індії на основі її біографії був знятий художній фільм «Мері Ком».